# Chie Satō
Chie Satō (jap. 佐藤 智恵 Satō Chie; ur. 1 lipca 1964) – japońska aktorka głosowa. Związana z Aoni Production.

## Wybrana filmografia

### Seriale anime
- 1990: Tajemniczy opiekun jako Sally McBride
- 1991: Przygody Hucka Finna jako Jim
- 1992: Mikan – pomarańczowy kot jako Taichi